# Šentvid pri Planini
Šentvid pri Planini je naselje v Občini Šentjur.